# ميجة
المِيجة هو أحد أنواع السلطعونات العنكبوتية التي وصفها جان ببتِست لَمَرك عام 1801.